# Agustín de Iturbide y Green (1863–1925)
Agustín de Iturbide y Green (ur. 2 kwietnia 1863 w Meksyku; zm. 3 marca 1925 w Waszyngtonie) – następca tronu drugiego Cesarstwa Meksyku, jako adoptowany syn cesarza Maksymiliana I, po 1867 pretendent do tronu meksykańskiego jako Augustyn III.

## Życiorys
Agustín był synem księcia Ángela de Iturbide y Huarte (1816 – 1872) i Amerykanki Alice Green. Jego dziadkiem był Augustyn I, rozstrzelany cesarz Meksyku.
Po objęciu władzy w Meksyku przez Maksymiliana Habsburga, książę Agustín i jego kuzyn Salvador otrzymali tytuł książąt. Cesarz wraz z żoną, cesarzową Charlottą adoptował wnuków swojego poprzednika i ustanowił ich swoimi dziedzicami i następcami. Reagując na umacnianie się wrogów cesarstwa cesarz postanowił wysłać Agustína do matki, która od dawna chciała uzyskać prawo opieki nad synem mimo obowiązywania prawa ustanawiającego cesarza opiekunem Agustína. Przysporzyła cesarstwu tylu kłopotów, zwracając się do Stanów Zjednoczonych o pomoc w odzyskaniu syna, że książę został wysłany do matki do Hawany.
Książę Augustin został zapisany do szkoły w Georgetown, a potem udał się do Brukseli, by studiować filozofię. W wiele lat po upadku Drugiego Cesarstwa wrócił do Meksyku, gdzie służył w wojsku. Ponieważ jednak opublikował w prasie list protestujący przeciwko administracji prezydenta Porfirio Diaza, wytoczono mu proces, a sąd wojenny skazał go na tymczasowe wygnanie. Zamieszkał wówczas w Stanach Zjednoczonych, gdzie ożenił się z Luizą Kearney i zaczął pracować jako profesor języka hiszpańskiego i francuskiego na Uniwersytecie w Georgetown.
Agustín stał się głową rodziny, kiedy miał zaledwie dziewięć lat, po śmierci ojca Ángela w 1872 roku. Nigdy nie utracił kontaktu z Meksykanami. Ponieważ był bezdzietny, jego historyczny tytuł przeszedł na córkę Salvadora, Marię Józefę Zofię de Iturbide. Zmarł w 1925 roku.